# Església de fusta de Reinli
L'església de fusta de Reinli és una stavkirke medieval del municipi de Sør-Aurdal, a la província d'Oppland, Noruega.
Ha estat comú datar-la en la segona meitat del segle xiii o a principis del segle xiv, però les més recents recerques dendrocronològiques indiquen que algunes parts són de dates posteriors a 1326. Encara conserva en l'actualitat la seva antiga funció litúrgica, com a temple parroquial luterà de l'Església de Noruega.

## Història

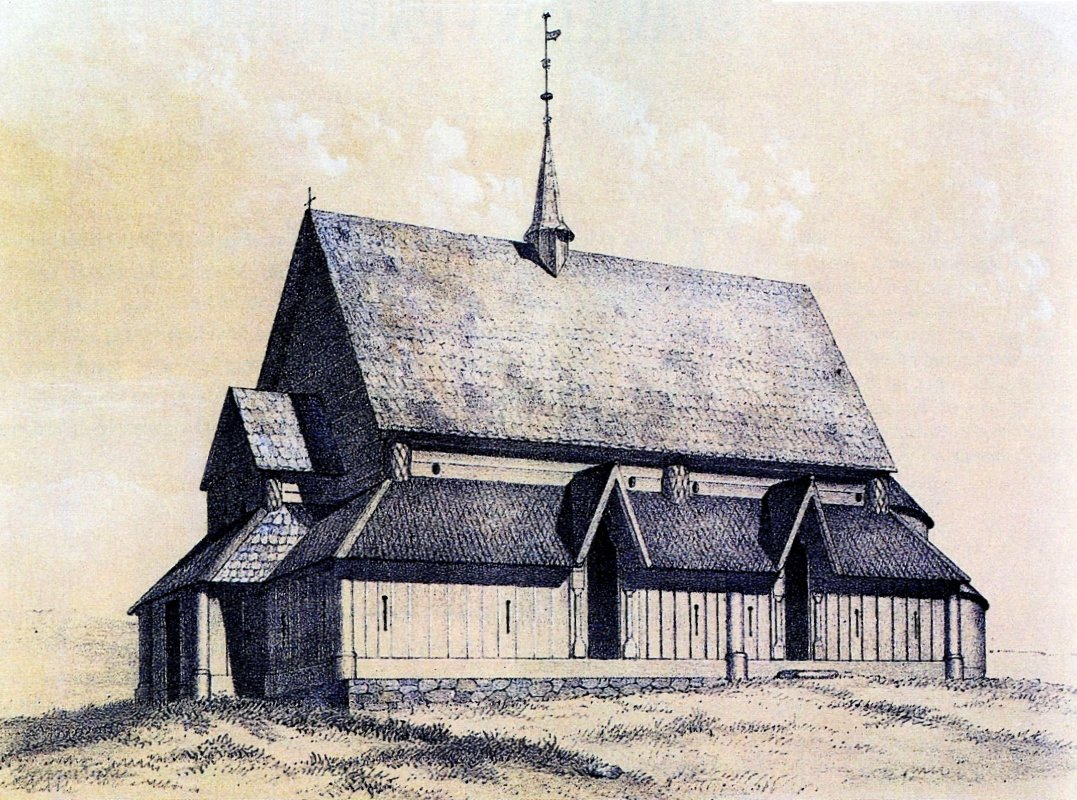
Dibuix de G.A. Bull, cap a 1855.

Durant una excavació arqueològica sota el pis de l'església feta els anys 1971 i 1972 es van localitzar restes del que podrien ser dues esglésies més antigues. També es van trobar monedes del regnat de Haakon IV (1250-1263).
Les primeres fonts escrites que fan esment d'una església en el lloc són les que narren el viatge d'Olaf II a través de Valdres l'any 1023. El rei podria haver visitat Reinli i, d'acord amb la tradició, hauria trobat un temple pagà en l'emplaçament de l'actual stavkirke.
Part del material de l'església ha estat datada per radiocarboni cap a l'any 1190. Encara que tal mètode de datació no sempre coincideix amb la dendrocronologia, bé podria indicar que es va utilitzar fusta d'un temple anterior. El nunci papal a Valdres esmenta a l'església de Reinli en una relació de 1327.
La tradició atribueix a un Sira Thord la construcció de l'església, i tal mestre es trobaria soterrat sota el portal meridional. Una inscripció en el corredor, propera a aquest portal, resa així: Aquí descansa Sira Thord, qui va deixar conclosa aquesta església, pater noster.
El temple va ser remodelat probablement en més d'una ocasió des de l'Edat Mitjana, i al segle xvii i el xviii. L'any 1880 es va restaurar novament, i fou quan es van col·locar crucifixos i caps de drac a l'exterior, una característica de les stavkirke medievals i que no es mostren en un dibuix de l'església realitzat per G.A. Bull en ca. 1855. L'interior va ser remodelat entre 1884 i 1855. Tant l'exterior com l'interior de l'església van ser novament restaurats entre 1976 i 1977.

## Edifici

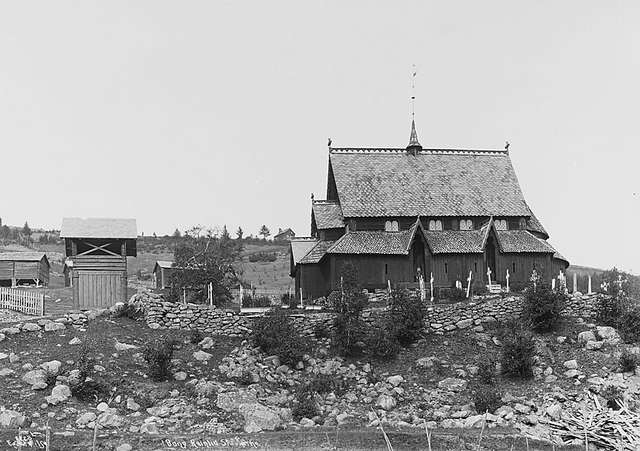
Fotografia d'Axel Lindahl, entre 1880 i 1890. S'aconsegueixen veure els dos portals del costat sud.

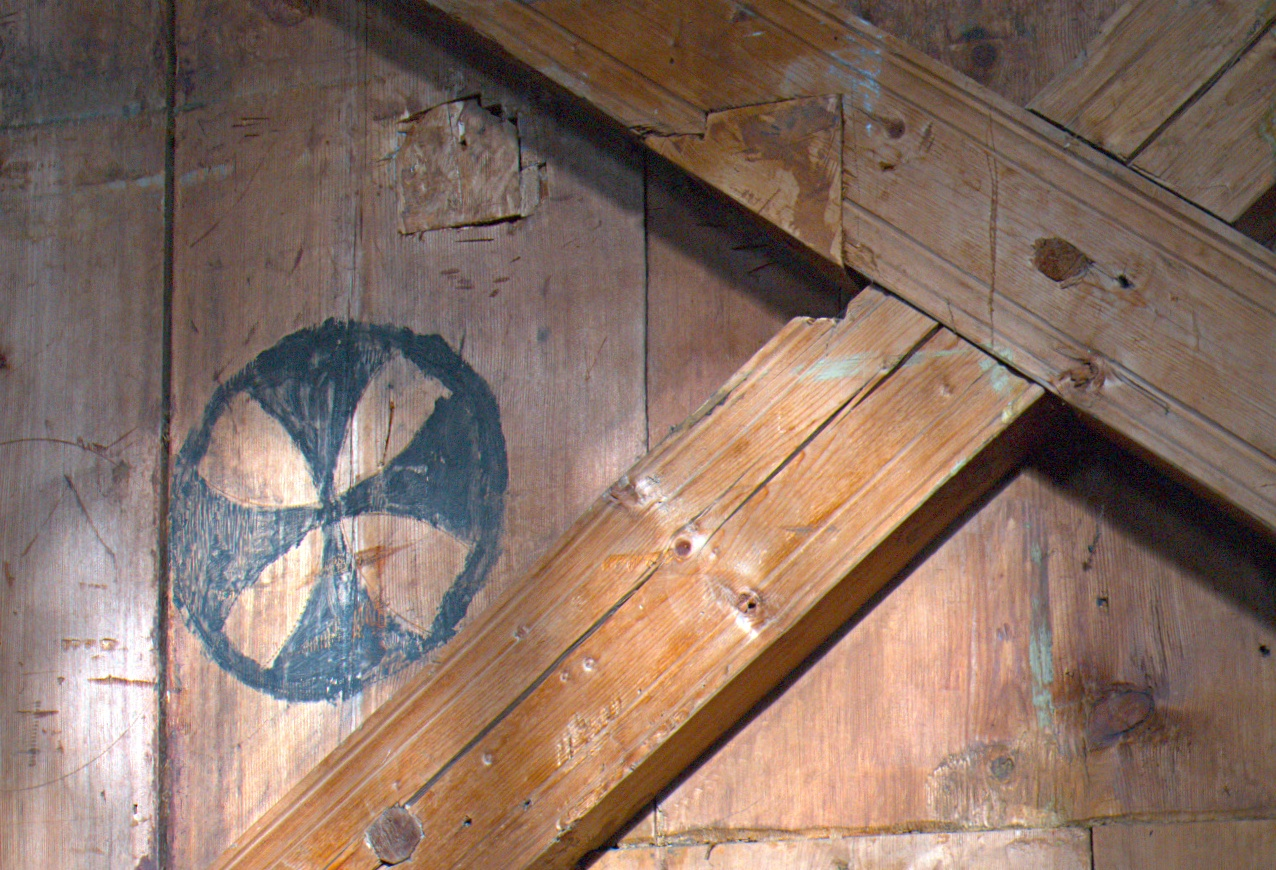
Una de les dotze creus de la consagració de l'església (que simbolitzen els dotze apòstols), en el mur nord de la nau.

La major part de la fusta és original, i el temple conserva bastant bé les seves característiques medievals. És una església-saló de Tipus A, amb un sostre elevat de dues aigües i nau i cor de la mateixa amplària. Un corredor envolta a l'església pels quatre costats, amb sostre significativament més baix que el de la resta del temple i murs amb petites obertures allargades que permeten la ventilació. Al centre del cavallet del sostre de la nau hi ha una petita torre central, que funciona de campanar.
Reinli forma part del mateix model arquitectònic de les stavkirke de Haltdalen, Undredal, Rollag, Hedalen i Eidsborg.
La nau té quatre pals raconers que suporten l'armadura del sostre. Dos pals raconers més sostenen el sostre del cor. Aquest conté un absis semicircular, un element de data posterior a la construcció de la resta de l'església.
La nau té dos portals, un a l'entrada principal, a l'occident, i un al costat sud. El cor té un portal més també al costat sud. Posseeixen decoracions a les pilastres d'estil similar al gòtic.
L'altar és un reliquiari gòtic de ca. 1300, amb l'Ascensió de Jesús com a motiu principal. Aquest altar va allotjar una imatge de la Mare de Déu similar a la de la stavkirke de Hedalen, amb un coronament en forma de baldaquí. Aquesta imatge forma part en l'actualitat de la Col·lecció d'Antiguitats de la Universitat d'Oslo. La pila baptismal és una peça romànica treballada en esteatita.
L'església no compta amb energia elèctrica.